# Diócesis de Saint-Denis de Reunión
La diócesis de Saint-Denis de Reunión (en latín: Dioecesis S. Dionysii Reunionis, en inglés: Roman Catholic Diocese of Port-Louis y en francés: Diocèse de Port-Louis) es una circunscripción eclesiástica de la Iglesia católica en Reunión. Se trata de una diócesis latina inmediatamente sujeta a la Santa Sede. Desde el 19 de julio de 2023 su obispo es Pascal Chane-Teng.

## Territorio y organización
La diócesis tiene 2512 km² y extiende su jurisdicción sobre los fieles católicos de rito latino residentes en la isla Reunión, un departamento de ultramar de Francia.
La sede de la diócesis se encuentra en la ciudad de Saint-Denis, en donde se halla la Catedral de San Dionisio. 
En 2022 en la diócesis existían 73 parroquias.

## Historia
La prefectura apostólica de las Islas del Océano Índico fue erigida en 1712 separando territorio de la diócesis de Malaca (hoy arquidiócesis de Singapur). La prefectura tenía jurisdicción, al menos formalmente, sobre las islas de Reunión (entonces llamada Borbón), Seychelles y Mauricio (entonces llamada isla de Francia), colonias francesas, a las que se añadió Madagascar en la segunda mitad del siglo XVIII, aunque fueron esporádicos los intentos misioneros en esta isla.
En diciembre de 1714 desembarcaron en Borbón los primeros lazaristas, a quienes se había confiado la prefectura apostólica: eran los padres Daniel Renou, primer prefecto apostólico, Louis Criais, Jacques Houbert y Jean-René Abot, y el hermano lego Joseph Moutardier.
Un breve del papa Benedicto XIV del 6 de octubre de 1740 sometió la prefectura apostólica a la autoridad de los arzobispos de París.
En 1772 la residencia de la prefectura apostólica se trasladó de Reunión a Port Louis en la isla de Mauricio, a donde se concentraba la mayor parte de la actividad misionera de los lazaristas.
Tras el Tratado de París de 1814, Mauricio y las Seychelles pasaron a formar parte de los dominios coloniales del Reino Unido. En 1818, estas islas, junto con Madagascar, se separaron de la prefectura apostólica y formaron parte de un nuevo vicariato apostólico, que incluía varios territorios coloniales británicos del sur de África y Oceanía (véase diócesis de Port Louis y arquidiócesis de Ciudad del Cabo). Al mismo tiempo, la prefectura apostólica de las Islas del Océano Índico cambió su nombre por el de prefectura apostólica de Borbón.
A partir de ese momento, los prefectos apostólicos fijaron definitivamente su residencia en Reunión. Entre ellos estuvo Henri de Solages, quien fue el primero en intentar una misión en Madagascar, isla que la Santa Sede había asignado a los prefectos de Reunión en 1829. En 1830 de Solages también había acumulado el puesto de prefecto apostólico de las Islas de los Mares del Sur, puesto que nunca pudo alcanzar debido a su prematura muerte en Madagascar en diciembre de 1832.
En 1841 cedió la isla de Madagascar para la erección de la prefectura apostólica de Madagascar (hoy arquidiócesis de Antananarivo).
El 27 de septiembre de 1850 fue elevada a diócesis mediante la bula Inter praecipuas del papa Pío IX y tomó su nombre actual. Originalmente era sufragánea de la arquidiócesis de Burdeos.
El 26 de febrero de 1860 cedió el territorio correspondiente al vasto Sultanato de Zanzíbar a la prefectura apostólica de Zanguebar, de donde se origina la actual arquidiócesis de Nairobi.
Los obispos de Saint-Denis de Reunión son miembros de derecho de la Conferencia Episcopal del Océano Índico, que reúne a los obispos de Comoras, Mauricio, Reunión, Mayotte y Seychelles.

## Estadísticas
Según el Anuario Pontificio 2023 la diócesis tenía a fines de 2022 un total de 689 732 fieles bautizados.
| Año                                                                             | Población            | Población | Población      | Sacerdotes | Sacerdotes    | Sacerdotes    | Bautizados por sacerdote | Diáconos permanentes | Religiosos | Religiosos | Parroquias |
| Año                                                                             | Bautizados católicos | Total     | % de católicos | Total      | Clero secular | Clero regular | Bautizados por sacerdote | Diáconos permanentes | Varones    | Mujeres    | Parroquias |
| ------------------------------------------------------------------------------- | -------------------- | --------- | -------------- | ---------- | ------------- | ------------- | ------------------------ | -------------------- | ---------- | ---------- | ---------- |
| 1949                                                                            | 229 488              | 243 187   | 94.4           | 72         | 31            | 41            | 3187                     |                      | 32         | 334        | 57         |
| 1970                                                                            | 420 000              | 440 000   | 95.5           | 111        | 52            | 59            | 3783                     |                      | 107        | 489        | 65         |
| 1980                                                                            | 448 000              | 490 000   | 91.4           | 113        | 58            | 55            | 3964                     |                      | 97         | 430        | 69         |
| 1990                                                                            | 520 000              | 580 000   | 89.7           | 106        | 58            | 48            | 4905                     | 1                    | 88         | 413        | 75         |
| 1999                                                                            | 590 000              | 640 000   | 92.2           | 97         | 52            | 45            | 6082                     | 7                    | 82         | 386        | 75         |
| 2000                                                                            | 590 000              | 640 000   | 92.2           | 102        | 55            | 47            | 5784                     | 13                   | 84         | 346        | 75         |
| 2001                                                                            | 595 000              | 645 000   | 92.2           | 110        | 58            | 52            | 5409                     | 13                   | 86         | 505        | 75         |
| 2007                                                                            | 625 000              | 784 000   | 79.7           | 120        | 53            | 67            | 5208                     | 1                    | 80         | 316        | 56         |
| 2010                                                                            | 644 000              | 806 000   | 79.9           | 127        | 65            | 62            | 5070                     | 19                   | 75         | 286        | 71         |
| 2014                                                                            | 672 700              | 849 000   | 79.2           | 121        | 57            | 64            | 5559                     | 22                   | 68         | 247        | 72         |
| 2017                                                                            | 674 000              | 850 996   | 79.2           | 125        | 53            | 72            | 5392                     | 24                   | 77         | 237        | 72         |
| 2020                                                                            | 683 550              | 863 063   | 79.2           | 141        | 54            | 87            | 4847                     | 29                   | 94         | 246        | 73         |
| 2022                                                                            | 689 732              | 870       | 79.2           | 125        | 52            | 73            | 5517                     | 26                   | 85         | 220        | 73         |
| Fuente: Catholic-Hierarchy, que a su vez toma los datos del Anuario Pontificio. |                      |           |                |            |               |               |                          |                      |            |            |            |

## Episcopologio

### Prefectos apostólicos de las Islas del Océano Índico
- Daniel Renou, C.M. † (1712-1721)
- Louis Criais, C.M. † (1721-1746)
- Pierre Joseph Teste, C.M. † (1746 o 1747-junio de 1772 falleció)
- François Contenot, C.M. † (1772-1781)[5]
- André Chambovet, C.M. † (1781-1788 renunció)[5]
- Charles Darthé, C.M. † (1788-1793 renunció)[5]
- Gabriel Durocher, C.M. † (1793-16 de octubre de 1801 falleció)[5]
- Pierre Hoffmann † (1806-2 de noviembre de 1807 falleció)[5]
- Emmanuel Gouillart, C.M. † (enero de 1809-junio de 1818 renunció)[5]

### Prefectos apostólicos de Borbón
- Paquiet † (10 de julio de 1818-3 de junio de 1820 falleció)[6]
- Jean-Louis Pastre † (diciembre de 1821-1829 renunció)[6]
- Henri de Solages † (15 de agosto de 1829-8 de diciembre de 1832 falleció)[nota 1][6]
  - Sede vacante (1832-1835)
- Pierre Poncelet † (febrero/marzo de 1835-1847 renunció)[6]
  - Sede vacante (1847-1850)

### Obispos de Saint-Denis de Reunión
- Florian-Jules-Félix Desprez † (3 de octubre de 1850-19 de marzo de 1857 nombrado obispo de Limoges)
- Armand-René Maupoint † (19 de marzo de 1857-10 de julio de 1871 falleció)
- Victor-Jean-François-Paulin Delannoy † (6 de mayo de 1872-18 de diciembre de 1876 nombrado obispo de Aire)[nota 2])
- Dominique-Clément-Marie Soulé † (18 de diciembre de 1876-30 de noviembre de 1880 renunció)
- Joseph Coldefy † (13 de mayo de 1881-18 de enero de 1887 falleció)
- Edmond-Frédéric Fuzet † (25 de noviembre de 1887-19 de enero de 1893 nombrado obispo de Beauvais)
- Jacques-Paul-Antonin Fabre † (19 de enero de 1893-26 de diciembre de 1919 falleció)
- Georges-Marie de Labonninière de Beaumont, C.S.Sp. † (26 de diciembre de 1919 por sucesión-23 de julio de 1934 falleció)[nota 3])
- François-Emile-Marie Cléret de Langavant, C.S.Sp. † (10 de diciembre de 1934-21 de octubre de 1960 renunció)
- Georges-Henri Guibert, C.S.Sp. † (7 de noviembre de 1960-19 de febrero de 1975 renunció)
- Gilbert Guillaume Marie-Jean Aubry (20 de noviembre de 1975-19 de julio de 2023 retirado)
- Pascal Chane-Teng, desde el 19 de julio de 2023